# Pierre Haina
La Pierre Haina, parfois appelée Pierre des Ancêtres, est une pierre de poudingue située à Wéris, dans la commune de Durbuy, dans la province de Luxembourg, en Belgique. Par son emplacement, elle est en relation avec les mégalithes du domaine de Wéris et, par sa forme, elle est source de légendes locales.

## Situation
Cette pierre remarquable se trouve sur une hauteur (altitude 360 m) des bois de Wéris dominant les premiers contreforts de l'Ardenne. Le sentier de grande randonnée 57 conduit à cette pierre dans un environnement de chênes, de sorbiers et de bruyères.
Depuis cette pierre, on peut voir certains mégalithes du domaine de Wéris et plus particulièrement le dolmen de Wéris I, qui se situe à une distance à vol d'oiseau de 1400 m vers le plein ouest. Ainsi, aux équinoxes, le soleil se couche sur l'horizon lointain au-dessus du dolmen quand l'observation est réalisée depuis la pierre. Par ailleurs, au solstice d'été, le soleil se lèverait derrière la Pierre Haina si on se trouve aux trois menhirs d'Oppagne, ceci n'a toutefois pas été confirmé par le calcul astronomique. Il est donc possible que cette pierre ait été prise comme point de repère pour positionner certains dolmens ou menhirs par les populations du Néolithique.

## Description
Malgré son surnom de Menhir blanc, la Pierre Haina n'est pas un menhir (placé par les hommes) mais un rocher naturel de poudingue incliné. Le poudingue de Wéris est un conglomérat de galets liés par un grès fin très dur.

## Légendes et traditions
Selon la légende, en soulevant la pierre, un trou est utilisé par le diable pour descendre au centre de la terre (l'enfer) et se livrer à ses œuvres maléfiques. Ensuite il va se reposer sur le Lit du Diable situé 225 mètres plus bas.
Une autre légende raconte qu'un curé perdu à cet endroit pendant un orage blasphéma Dieu et fut transformé en pierre.
Une tradition veut que la Pierre Haina soit blanchie à la chaux par les habitants de Wéris tous les ans à l'équinoxe d'automne, de manière à purifier la pierre et d'en tenir le diable éloigné. Cette action se passe dans le cadre de festivités où l'on danse, on boit et on mange autour de la pierre.